# Liste der Mitglieder des Coburger Landtags (22. Wahlperiode)
Diese Liste nennt die Mitglieder des Coburger Landtags in seiner 22. Wahlperiode (1908–1911).
Bei den Landtagswahlen 1908 wurden ein Sozialdemokrat (Hermann Mämpel), zwei Kandidaten des Freisinns, vier des NLP und vier Agrarier gewählt.
| Wahlbezirk | Name                      | Stand                                                   |
| ---------- | ------------------------- | ------------------------------------------------------- |
| I          | Hermann Mämpel            | Angestellter bei Allgemeinen Ortskrankenkasse in Coburg |
| II         | Ernst Külbel              | Malzfabrikant und Magistratsrat in Coburg               |
| III        | Kleemann                  | Coburg                                                  |
| IV         | Friedrich Schlottermüller | Bürgermeister in Rossach / bis 1915                     |
| V          | Carl Hahn                 | Schultheiß in Grub a. F.                                |
| VI         | Adolf Kraus               | Schultheiß in Heldritt                                  |
| VII        | Gottlieb Römhild          | Bürgermeister in Meeder / Schriftführer                 |
| VIII       | Oscar Arnold              | Fabrikant in Neustadt bei Coburg / Präsident            |
| IX         | Schmidt                   |                                                         |
| X          | Wilhelm Gutsel            | Töpfermeister in Sonnefeldt / Vizepräsident             |
| XI         | Reinhold Stepf            | Bürgermeister in Königsberg                             |